# Хилл, Энн
Энн Т. Хилл (англ. Anne T. Hill; 24 ноября 1916, Атланта — 8 марта 1999, Ранчо-Мираж, Калифорния) — американский модельер и учитель йоги.

## Ранние годы
Хилл родилась в Атланте, штат Джорджия. Она окончила Коммерческую среднюю школу в 1933 году, училась в Университете Джорджии и работала стенографисткой, прежде чем переехать в Лос-Анджелес в 1937 году.

## Стиль Тэффи
Хилл создавала платья, преимущественно хлопковые, для своей собственной линии Taffy с 1937 по март 1958 года. По мере того, как женская мода занимала большую часть бюджета, популярность её платьев росла. Они были отмечены как «выдающиеся» на модном обеде в Теннисном клубе Палм-Спрингс в 1948 году. Vogue и Harper’s Bazaar публиковали полностраничные объявления о моде Taffy в 1950-х и редакционно освещали модные тенденции Taffy. «Нет ничего более женственного и романтичного, чем красивая широкая юбка с нижними юбками», — сказала Энн Хилл Women’s Wear Daily. «Очень женственные платья почти у всех имеют пышные юбки, надстроенные поверх их собственных нижних юбок», — написала Евгения Тринкл, модный автор для Star Telegram. Bergdorf Goodman, Garfinckel’s и Jacobson’s поддерживали моду Тэффи.

## Здоровье и йога
Благодаря знакомству с Джипси Бутс, Хилл заинтересовалась здоровым питанием и йогой. Она изучала йогу с Индрой Деви и выпустила собственное обучающее видео по йоге, а также вдохновляющее стихотворение.

## Смерть
Энн Хилл умерла 8 марта 1999 года в своём доме в курортном городе Ранчо-Мираж, Калифорния, от сердечной недостаточности в возрасте 82 лет.

## Галерея

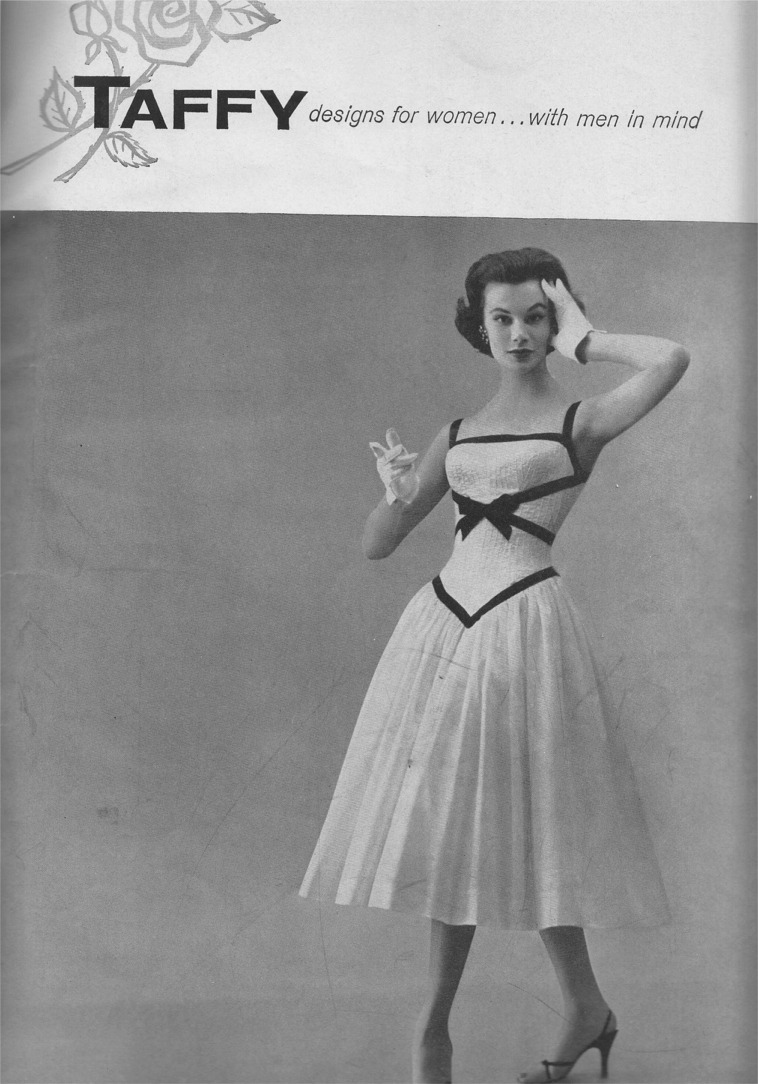
Taffy в журнале Vogue, 15 апреля 1956, стр. 29
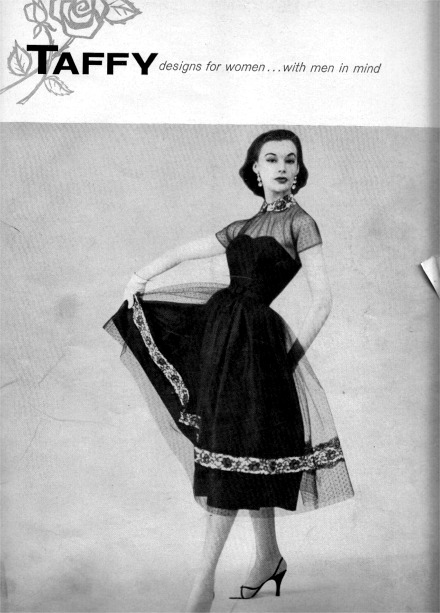
Taffy в Harper’s Bazaar, август 1956, стр. 87
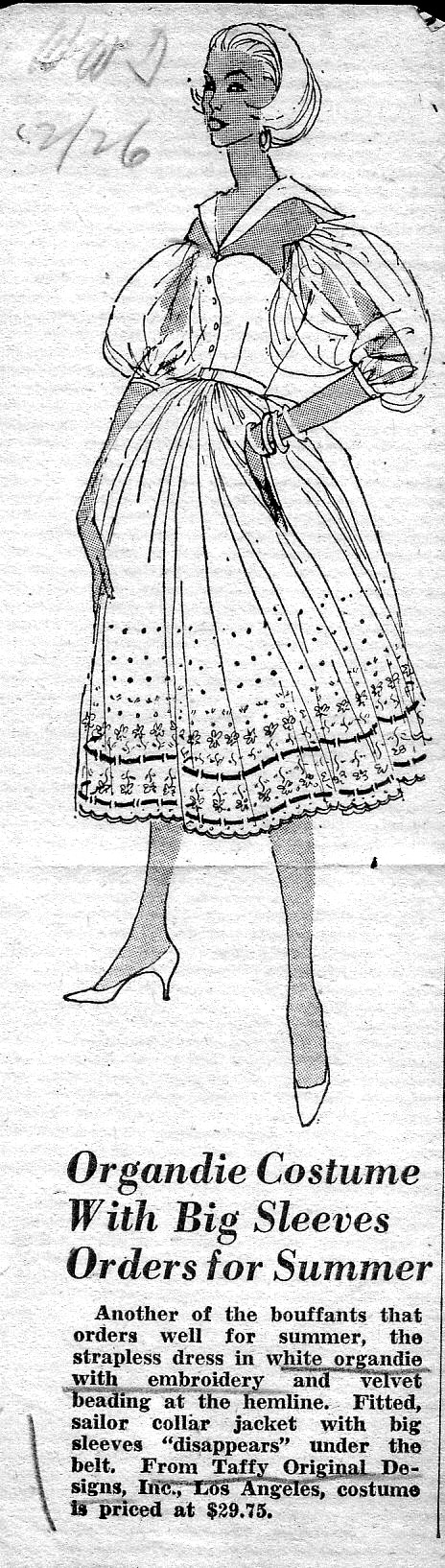
Taffy в Women’s Wear Daily[англ.], 26 февраля 1956
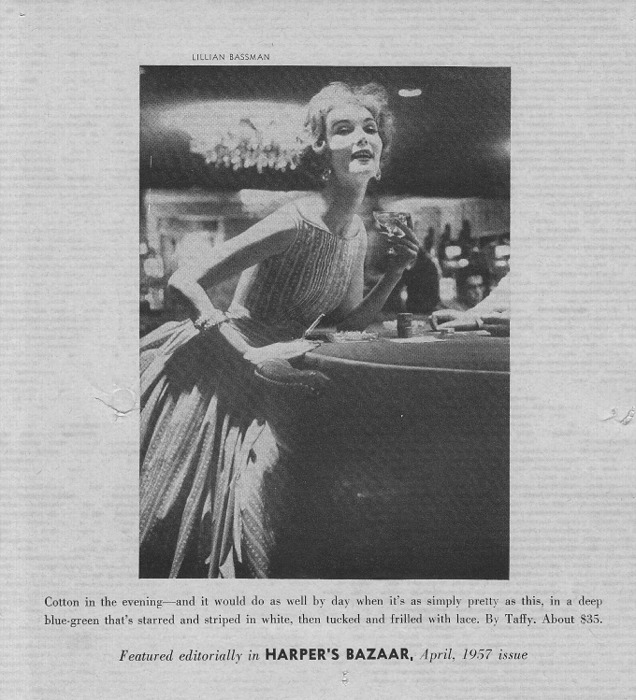
Taffy в Harper’s Bazaar, апрель 1957
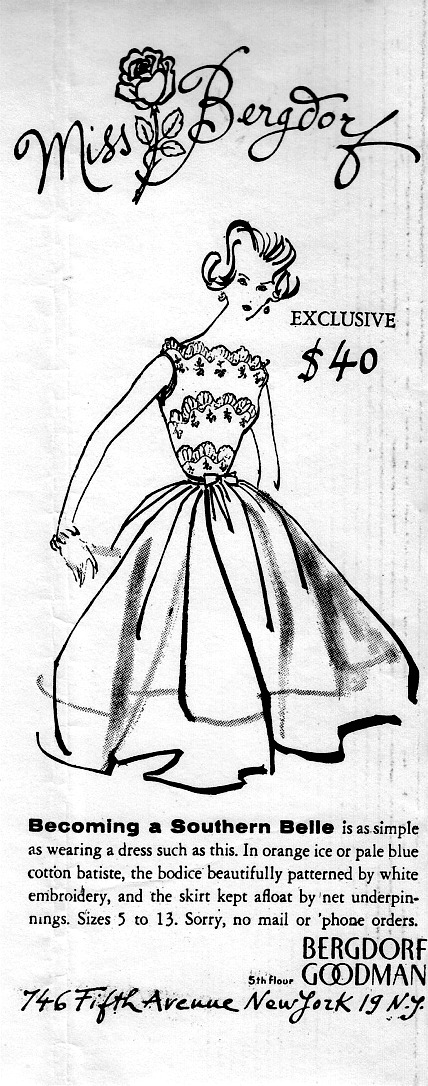
Taffy в Bergdorf Goodman, 1956
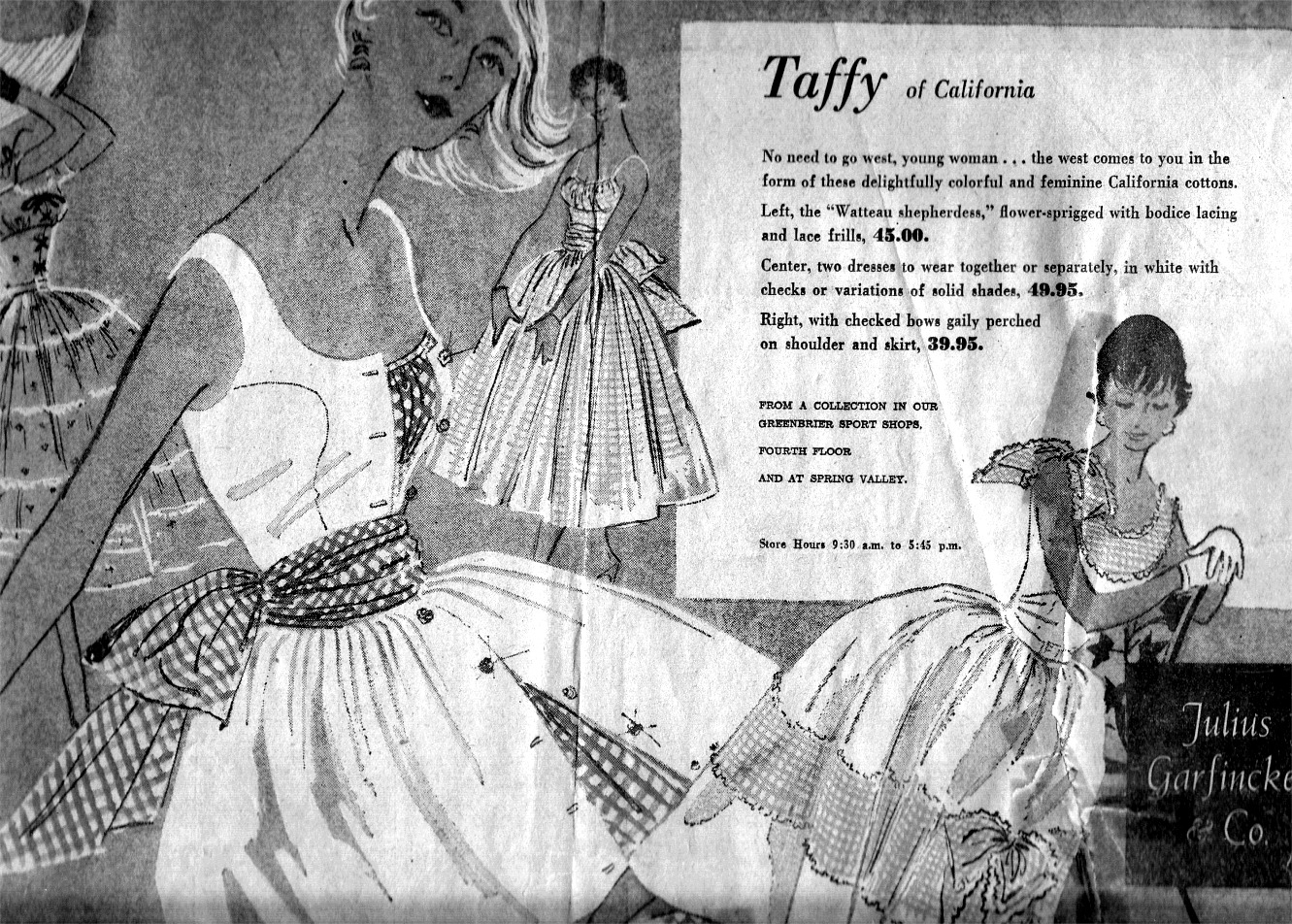
Taffy в Garfinckel’s ок. 1956
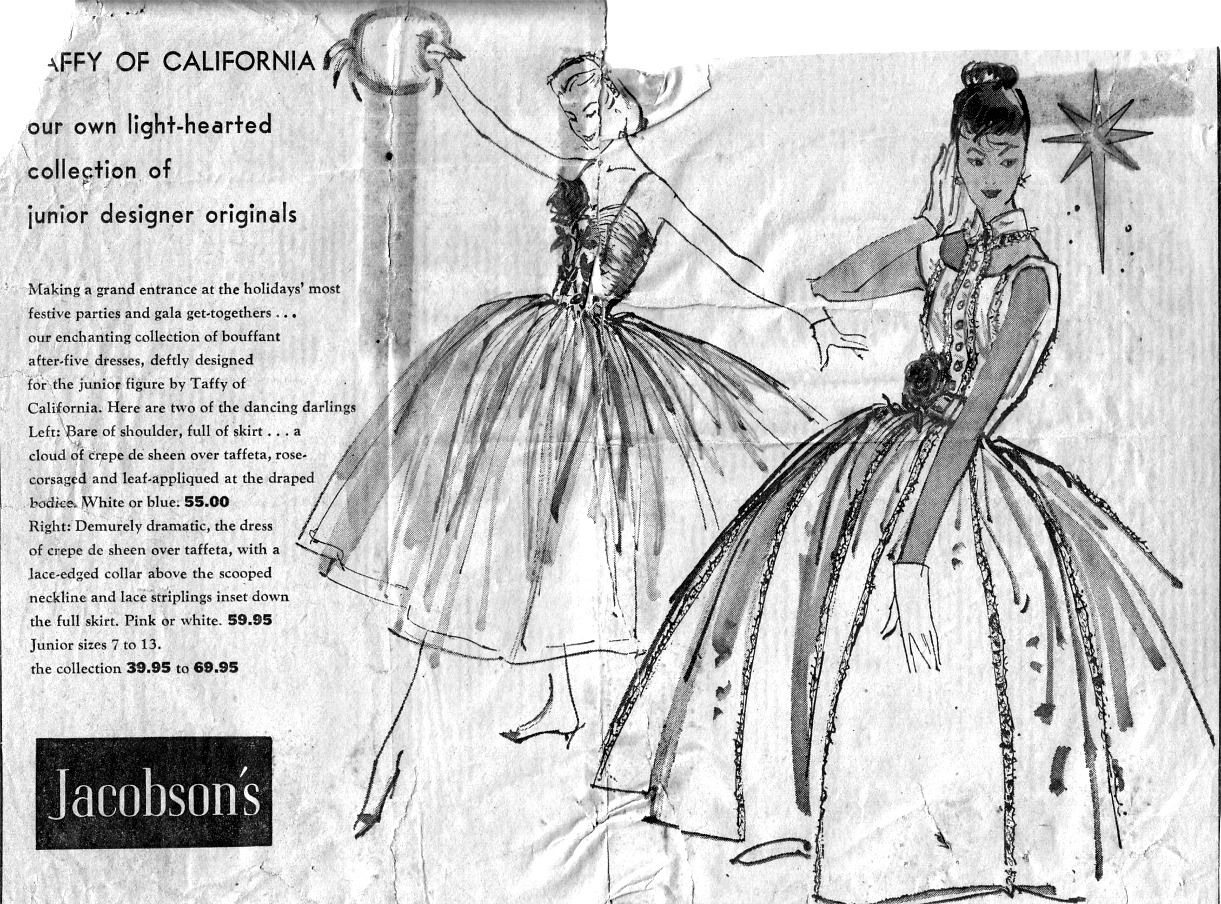
Taffy в Jacobson’s ок. 1956
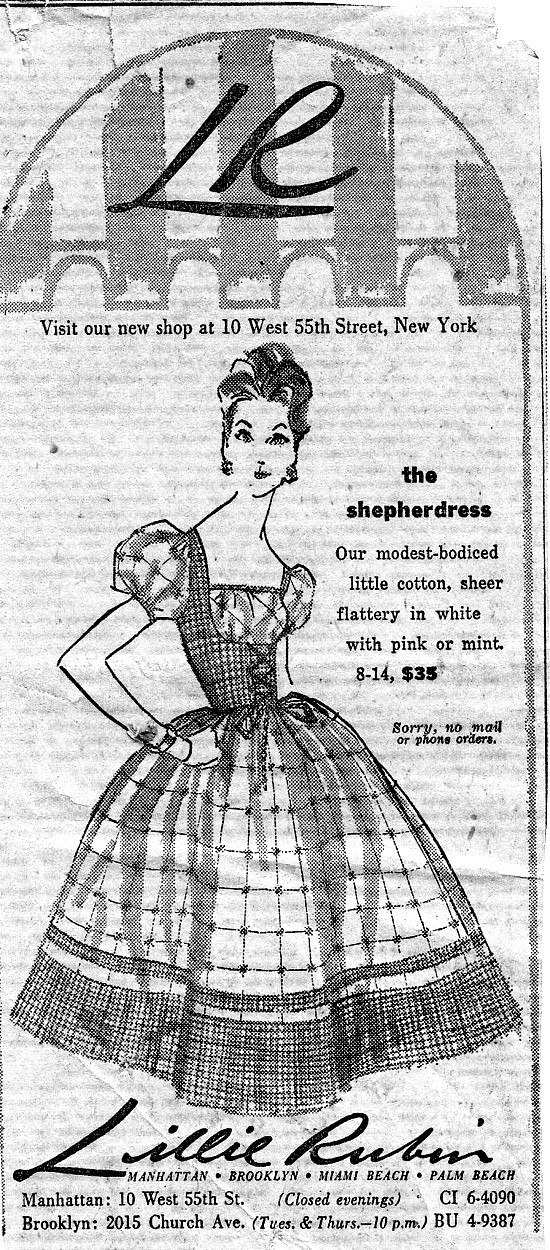
Taffy в Lillie Rubin ок. 1956
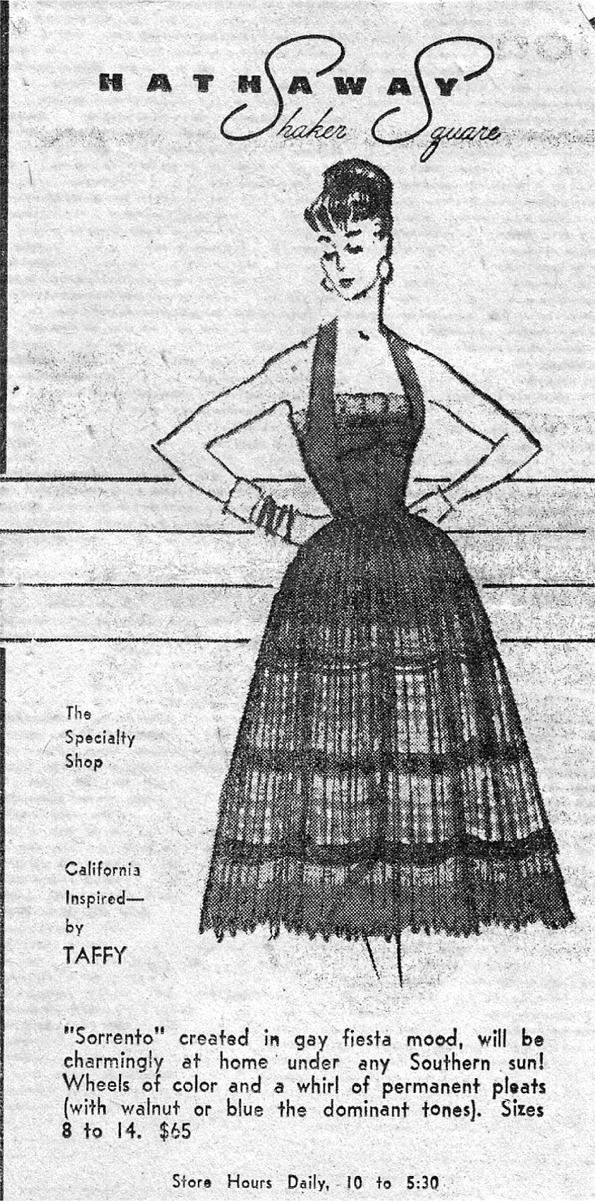
Taffy в Кливленде, 1956
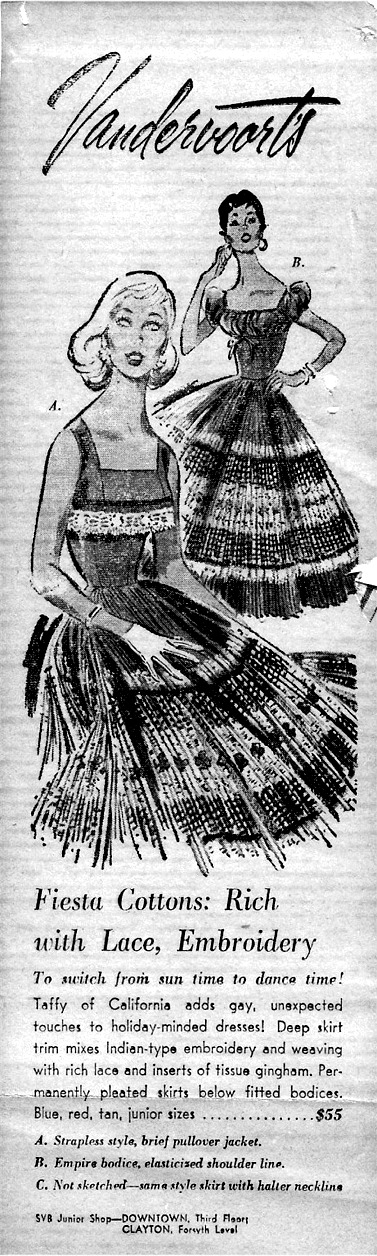
Taffy в Сент-Луисе, 1956
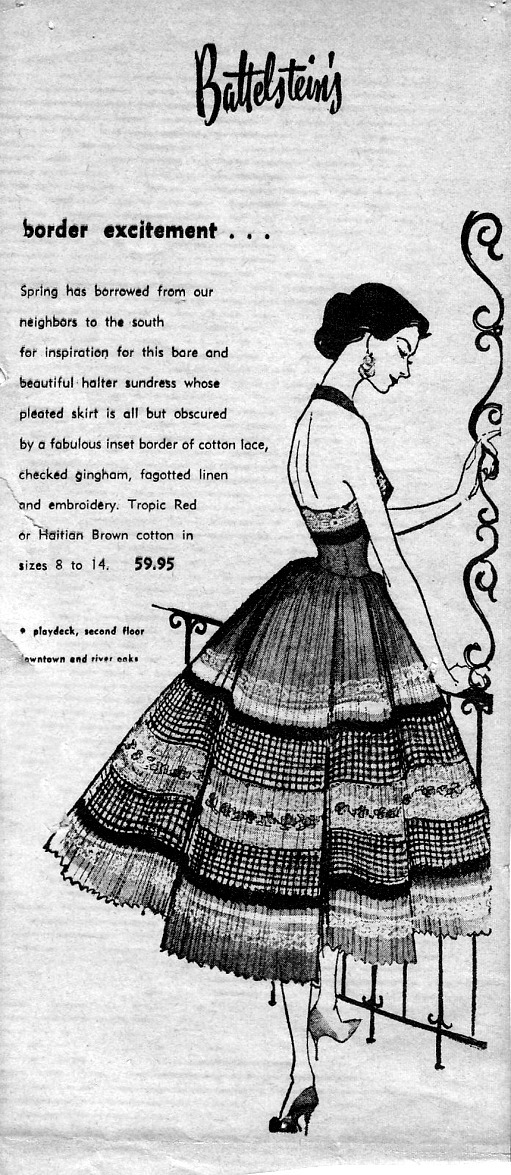
Taffy в Хьюстоне, 1956
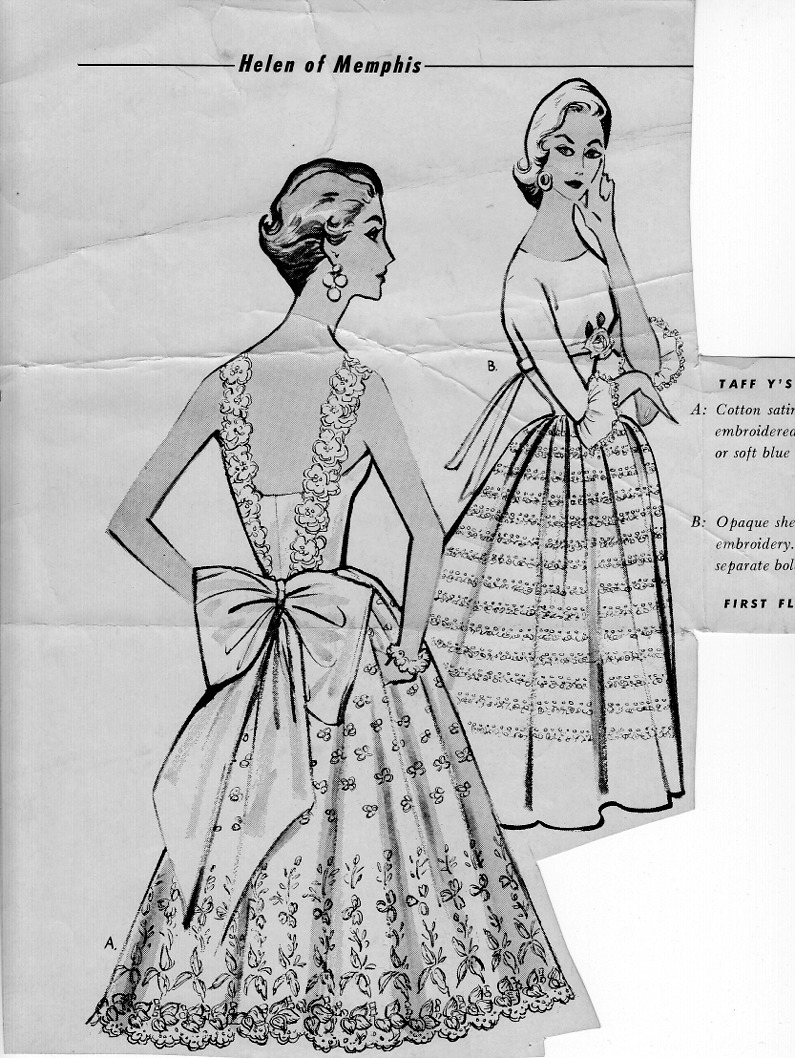
Taffy в Мемфисе 1956
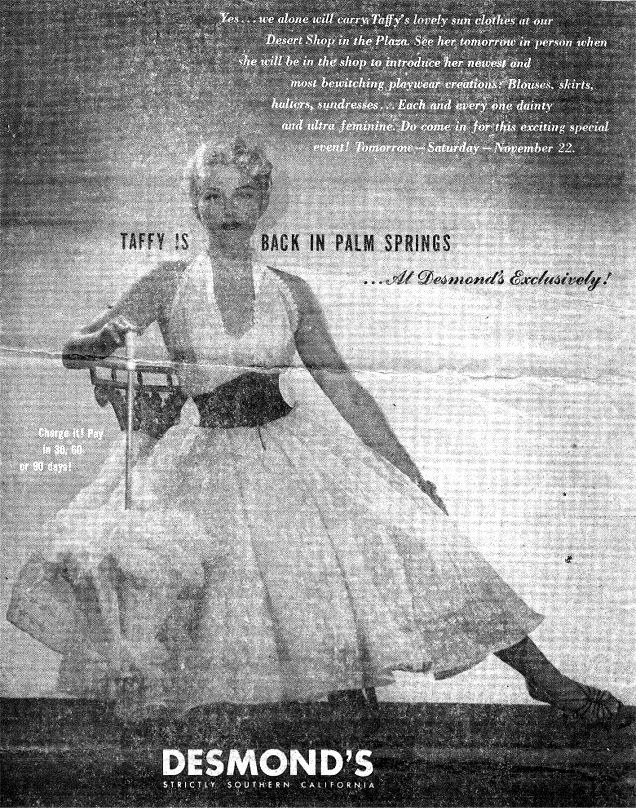
Taffy в Палм-Спрингс, 1956
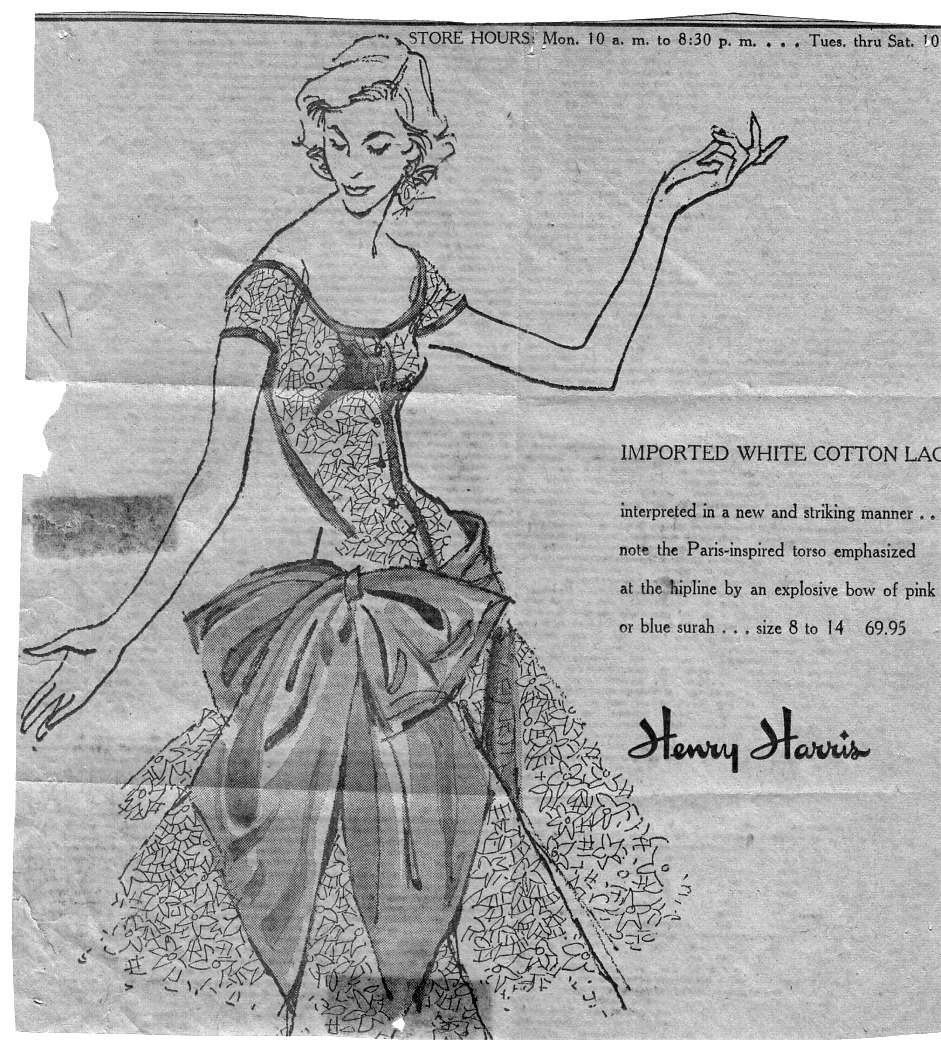
Taffy в Цинциннати, 1956
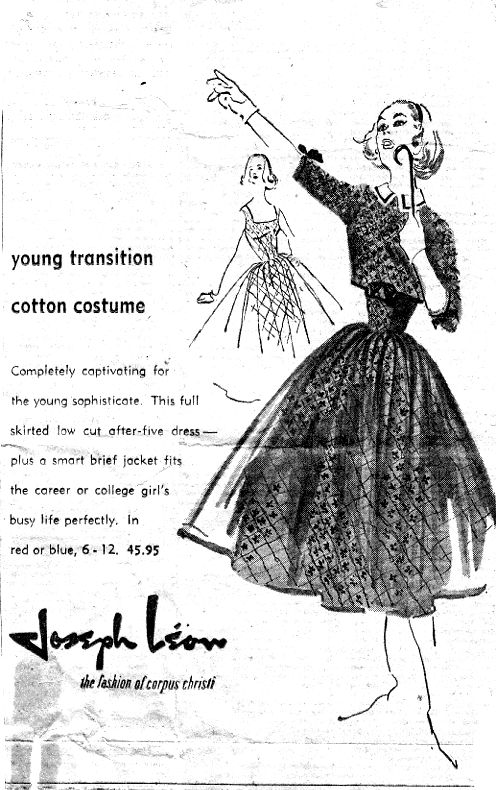
Taffy в Corpus Christi, 1956
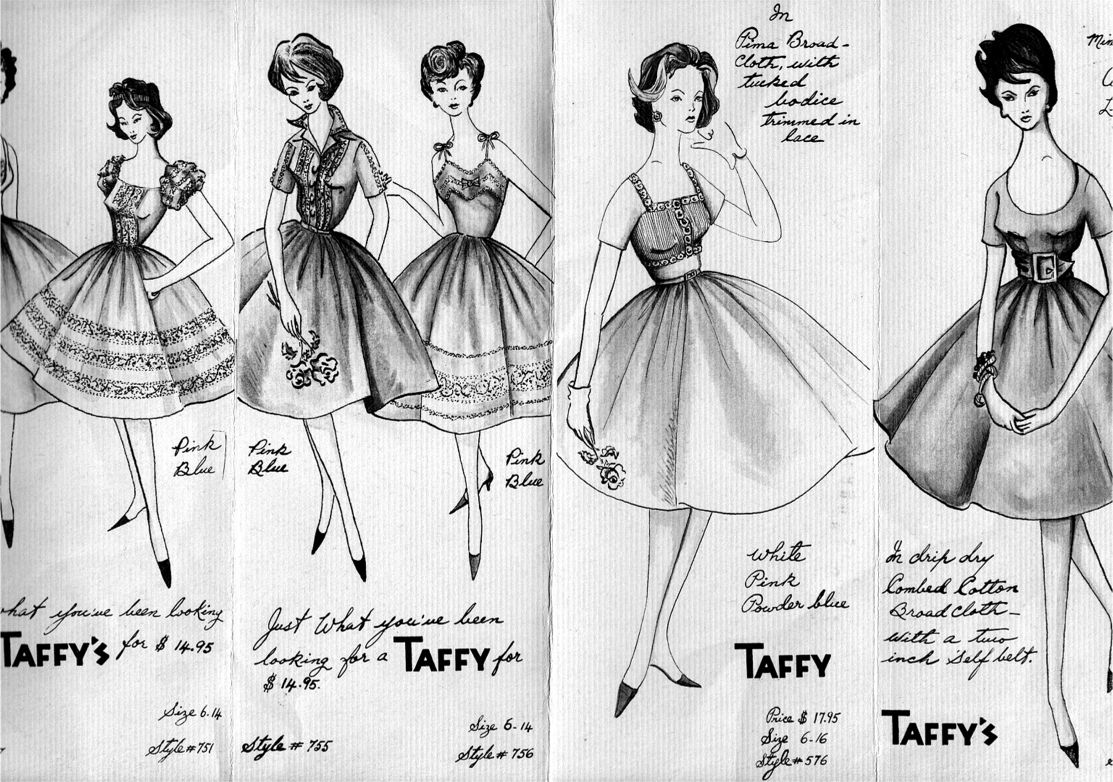
Рекламный флаер Taffy, 1956
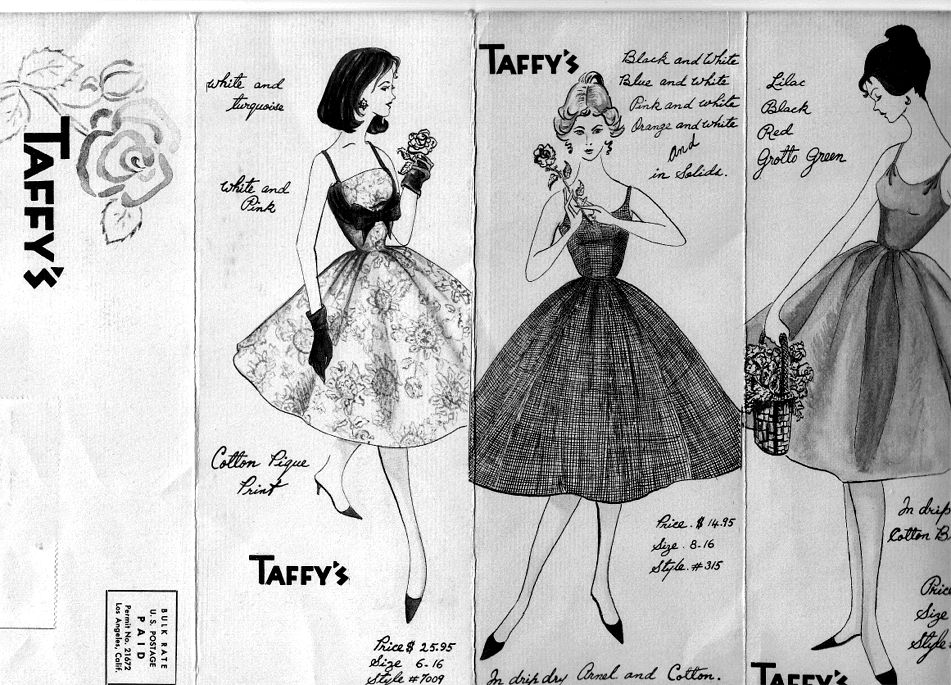
Рекламный флаер Taffy, 1956
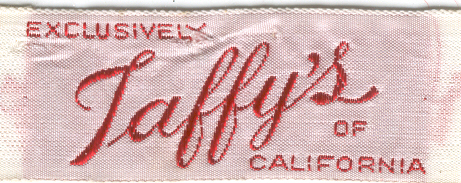
Лейбл Taffy
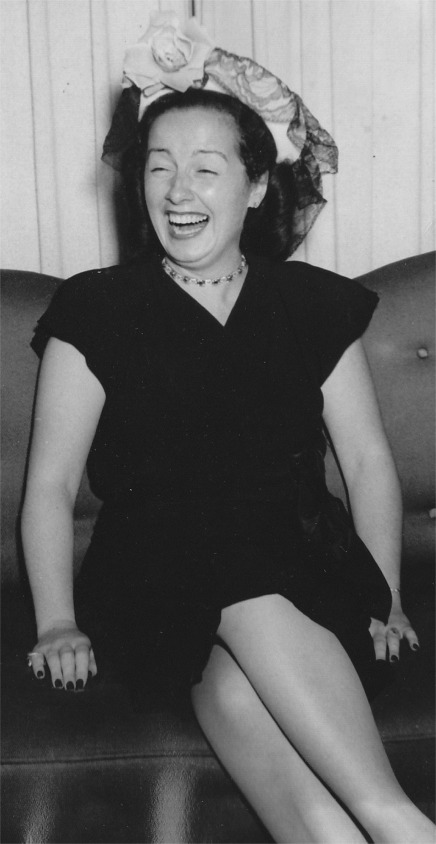
Энн Т. Хилл, ок. 1947
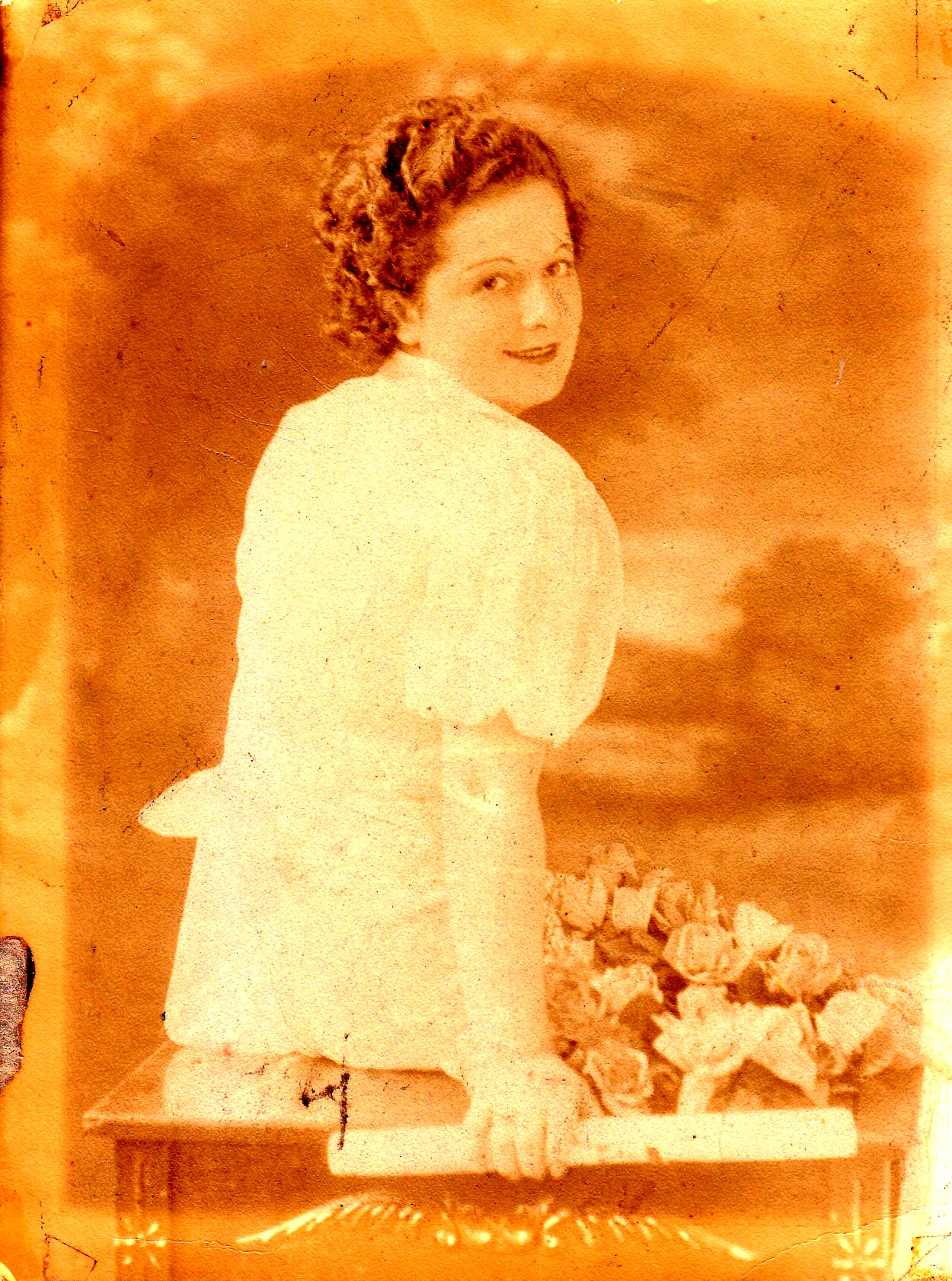
Энн Т. Хилл, выпускной 1933 года, Коммерческая средняя школа[англ.], Атланта